# جيريمي كابوت
جيريمي كابوت (بالفرنسية: Jérémy Cabot)‏ (و. 1991  م) هو دراج  فرنسي، ولد في تروا.

## التعليم
تعلم في المدرسة المركزية بليون ‏
.

## التصنيف
| السنة     | 2016 | 2017 | 2018 | 2019 | 2020 | 2021 | 2022 | 2023 | 2024 |
| --------- | ---- | ---- | ---- | ---- | ---- | ---- | ---- | ---- | ---- |
| عالمي     | 2277 | 1412 | 1118 | 718  | 785  | 618  | 1749 | 930  | 2748 |
| أوروبا    | 1506 | 906  | 702  | 526  | 626  | 495  | 1146 | -    | -    |
|           |      |      |      |      |      |      |      |      |      |
| مصدر: UCI |      |      |      |      |      |      |      |      |      |

## سجل الفوز

### سباقات أو مراحل فاز بها
| التاريخ        | السباق                                   | المركز                                          |
| -------------- | ---------------------------------------- | ----------------------------------------------- |
| 03 يونيو 2018  | بوكليس دي لا مايين 2018                  | الثامن في تصنيف الجبال                          |
| 18 أغسطس 2018  | طواف ليموزين 2018                        | الفائز في ترتيب التسلق                          |
| 17 مارس 2019   | باريس تروا 2019                          | الفائز في التصنيف العام                         |
| 26 يناير 2020  | لا تروبيكال أميسا بونغو 2020             | السادس في التصنيف العام، السابع في تصنيف النقاط |
| 24 مايو 2021   | 2021 Mercan'Tour Classic Alpes-Maritimes | السابع في التصنيف العام                         |
| 06 فبراير 2022 | نجم بسجس 2022                            | الثاني في تصنيف الجبال                          |
| 25 أغسطس 2023  | تور دو بويتو-شارنتيس 2023                | السابع في التصنيف العام                         |